# Beverly (Ohio)
Beverly és una població dels Estats Units a l'estat d'Ohio. Segons el cens del 2000 tenia 1.282 habitants.

## Demografia
Segons el cens del 2000, Beverly tenia 1.282 habitants, 556 habitatges, i 351 famílies. La densitat de població era de 678,1 habitants per km².
Dels 556 habitatges en un 26,3% hi vivien nens de menys de 18 anys, en un 53,6% hi vivien parelles casades, en un 7,7% dones solteres, i en un 36,7% no eren unitats familiars. En el 32,7% dels habitatges hi vivien persones soles el 15,5% de les quals corresponia a persones de 65 anys o més que vivien soles. El nombre mitjà de persones vivint en cada habitatge era de 2,23 i el nombre mitjà de persones que vivien en cada família era de 2,81.
Per edats la població es repartia de la següent manera: un 21,6% tenia menys de 18 anys, un 7,4% entre 18 i 24, un 24,9% entre 25 i 44, un 23,5% de 45 a 60 i un 22,6% 65 anys o més.
L'edat mediana era de 43 anys. Per cada 100 dones de 18 o més anys hi havia 84,1 homes.
La renda mediana per habitatge era de 32.798 $ i la renda mediana per família de 39.853 $. Els homes tenien una renda mediana de 35.556 $ mentre que les dones 19.196 $. La renda per capita de la població era de 20.597 $. Aproximadament el 8,4% de les famílies i el 9,8% de la població estaven per davall del llindar de pobresa.

## Poblacions més properes
El següent diagrama mostra les poblacions més properes.